# هالسو (جزيرة)
هيلسو (باللغة السويدية:ˈhɛ̂lːsœ) هي جزيرة ومنطقة تقع في بلدية أوكيرو، مقاطعة فيسترا جوتالاند، السويد، وكان عدد سكانها 611 نسمة في أحصاء عام 2010. وتقع جزيرة هالسو في الجزء الشمالي من الأرخبيل وتوفر مسارات جميلة على الرصيف عبر طرق صغيرة ومتعرجة. هناك أيضًا آثار قديمة على الجزيرة، تتمثل بشكل رئيسي في دوائر حجرية من مخيمات الصيد في الجزء الشمالي من الجزيرة، وتعتبر من أماكن الصيد وفيها شاطئ تيولمن في الجزء الجنوبي من الجزيرة.